# 皇家騎兵軍團
皇家騎兵團（英語：Household Cavalry Regiment，HCR）是英國陸軍的裝甲騎兵團，總部設在威爾特郡的巴福特兵營。HCR是總部在倫敦海德公園兵營（Hyde Park Barracks），職責是皇家儀仗司禮的皇家馬上騎兵團（HCMR）的兄弟團 - 兩個團一起組成了皇家近衛騎兵團（HCav）。皇家騎兵團（HCR）成立於1992年，是應變縮編計劃下，為了保持英國御林軍的內近衛騎兵團和皇家藍色騎兵團的獨特性身份，由兩團的作戰部隊聯合一起，而並非用合併的方式組成。以團級部隊編制合組一個兵團的先例，以前是由皇家混成騎兵團開創的 - 混成騎兵團活躍在英埃戰爭，第二次波耳戰爭，後來的第一和第二次世界大戰。

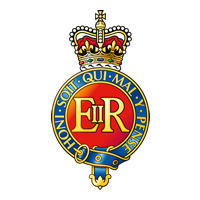
象徵皇家騎兵團的徽章(1952-2022)

HCR雖然是作戰裝甲部隊，但直屬於御林軍的皇家近衛騎兵團（HCav），相反皇家裝甲軍團（RAC）則包含了英國陸軍其他所有的裝甲和騎兵團部隊。HCR作為第1裝甲騎兵旅所設立的偵察兵團，因此亦裝備了作戰偵察(追蹤)系列戰車，包括有FV-107 彎刀裝甲偵查車，並考慮到為了作戰行動目的，會作為皇家裝甲軍團旗下兵力的一部分作部署。

## 外部連結
- Household Cavalry （页面存档备份，存于）
- Household Cavalry Foundation （页面存档备份，存于）